# オスカル・オリビエラ
オスカル・オリビエラ（Oscar Olivera、1955年1月10日 - ）は、ボリビアの社会活動家である。2000年にコチャバンバで起きたコチャバンバ水紛争では、水道民営化に反対する住民たちをまとめ、「水と生命を守る連合(西: la Coordinadora para la Defensa del Agua y de la Vida、略称：CDAV)」を組織し、リーダーとして活躍した。2001年、ゴールドマン環境賞を受賞。

## 来歴
ボリビアオルロ県に生まれる。1960年にコチャバンバに移り住む。16歳で、コチャバンバの靴工場で働き始める。1980年から労働運動に参加。1990年から1995年にかけて、何度か労働組合の組合長を務める。
1999年、コチャバンバの水道公社SEMAPAの民営化が実施された。10月12日、コチャバンバの農民たちの呼びかけでSEMAPA民営化反対集会が開かれた。この集会で「水と生命を守る連合(CDAV)」が組織されることになった。靴工場の労働者で、コチャバンバ県工場労働者組合(西: Federacion Departamental de Trabajadores Fabriles de Cochabamba、略称：FDTFC)の代表であったオスカル・オリビエラが責任者となった。
2000年より、SEMAPA民営化への抗議活動が活発化。4月に入り、コチャバンバ市民と警察が衝突し、死者が出る事態となった。4月9日、暴動が収束しないのをみた政府は、CDAVとの話し合いに応じることを受け入れた。同日、ボリビア政府の代表とオスカル・オリビエラの会談が実現した。オスカル・オリビエラは、トゥナリ社との契約を白紙撤回することを要求した。
2000年4月、ワシントンD.C.で開かれた世界銀行の年次総会に合わせて、水道事業民営化支援に反対するデモ集会が開かれた。このデモ集会に、オスカル・オリビエラが招待され、討論会に出席した。
2002年コチャバンバ水道事業民営化で主導的な役割を果たしたといわれるベクテル社が、投資紛争解決国際センター(ICSID)に仲裁の申し立てを行った。4月23日、オスカル・オリビエラとその支援者たちは、サンフランシスコにあるベクテル社の本社に抗議のため訪問した。オスカル・オリビエラは「2,500万米ドルあれば、12万5000人の人達に水を届けることができる」と声明を発表した。

## 著書
- 『¡Cochabamba! Water Rebellion in Bolivia』 2014年

## 映像出演
- 『ザ・コーポレーション(原題：The Corporation、2003年)』

コチャバンバ水紛争での住民と警察・軍の衝突の様子と共に、オスカル・オリビエラへのインタビューが収録されている。
- 『ブルー・ゴールド 狙われた水の真実』(原題：Blue Gold、2008年)

コチャバンバ水紛争での住民と警察・軍の衝突の様子と共に、オスカル・オリビエラへのインタビューが収録されている。